# Fatehpur (Pakistan)
Pour l’article homonyme, voir Fatehpur.
Fatehpur ou Fateh Pur (en ourdou : فتح پُور) est une ville pakistanaise située dans le district de Layyah, dans la province du Pendjab. La ville a obtenu son statut par l'administration dans les années 1980.
La population de la ville a été multipliée par près de trois entre 1998 et 2017 selon les recensements officiels, passant de 15 748 habitants à 44 103, soit une croissance annuelle moyenne de 5,6 %, bien supérieure à la moyenne nationale de 2,4 %. Selon le recensement de 2023, la population de la ville monte à 52 255 habitants.